# Relaciones entre la Santa Sede y Palestina

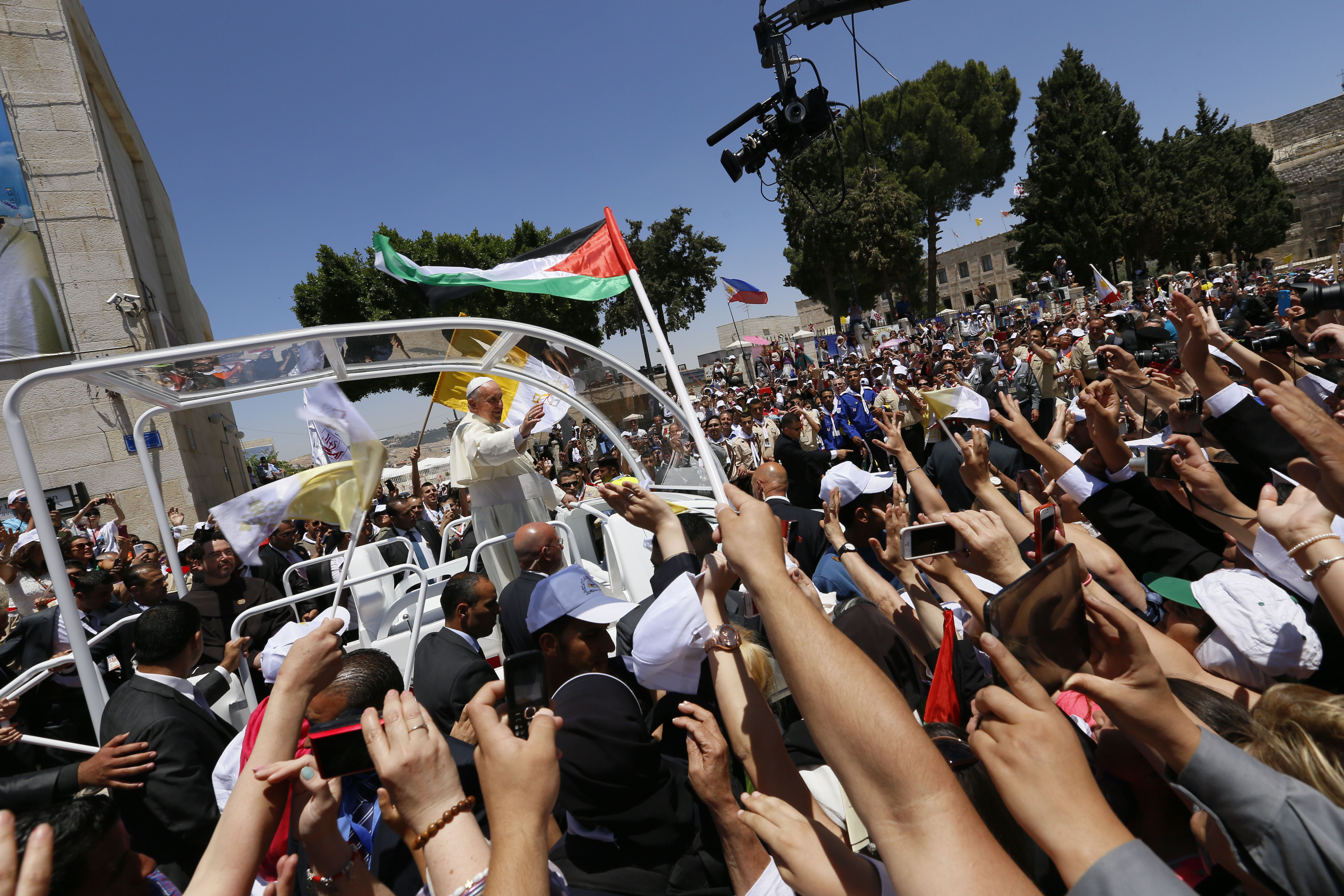
Visita del Papa Francisco a Palestina (Belén, 2014)

La Santa Sede ha mantenido relaciones diplomáticas con Palestina desde antes de 1948. El 11 de febrero de 1948, la Santa Sede creó la oficina del Nuncio Apostólico a Jerusalén y Palestina, con jurisdicción sobre Palestina, Transjordania (actualmente Jordania) y Chipre. Un nuncio apostólico es el representante del Vaticano en aquellos países con los que la Santa Sede no tiene lazos diplomáticos, pero que no está acreditado por los gobiernos de dichos países. El nuncio también ejerce como enlace con la Iglesia católica de estos países.
Las relaciones entre la Santa Sede y Palestina se rigen actualmente por el acuerdo alcanzado entre ambas partes en el año 2000. El conflicto palestino-israelí y la ocupación israelí de Cisjordania son los asuntos principales de este acuerdo.
Antes de la creación de la oficina del Nuncio Delegado, el Custodio de Tierra Santa, que ha estado presente en Tierra Santa desde poco después del periodo cruzado, y el Patriarca Latino de Jerusalén, que fue reinstituido en 1847, representaban los intereses del Vaticano en la región.
En 1987, Michel Sabbah se convirtió en el primer palestino nombrado Patriarca Latino. Su sucesor en 2008 y actual Patriarca es Fouad Twal, natural de Jordania. La mayor parte de los clérigos de la región son de origen palestino o jordano.
En mayo de 2009, el Papa Benedicto XVI expresó su apoyo a una solución de dos estados para el conflicto palestino-israelí, una postura que reiteró el Papa Francisco en su discurso urbi et orbi de 2017.

## In multiplicibus curis
Cuando estalló la guerra árabe-israelí de 1948, el Papa mantuvo una postura oficial de imparcialidad ante el conflicto.
El 24 de octubre de 1948, cuando la guerra todavía estaba en curso, el Papa Pío XII promulgó una encíclica llamada In multiplicibus curis que pedía la protección de los Santos Lugares, y pedía a los combatientes que alcanzasen la paz y el respeto mutuo. Aunque siguió manteniendo una actitud de imparcialidad, el Papa también buscó distintas posibilidades para la justicia y la paz en Palestina.

## Juan XXIII
El Papa Juan XXIII escribió la encíclica Pacem in terris sobre la paz en el mundo, que en ocasiones ha sido releída y reinterpretada por los cristianos en el contexto de la política en Tierra Santa.

## Pablo VI
El Papa Pablo VI visitó Tierra Santa en peregrinaje en enero de 1964. Sus vívidas experiencias personales allí le empujaron a pedir nuevas iniciativas, creativas e importantes, de parte de los palestinos y de la Iglesia en Palestina. El 25 de marzo de 1974 escribió la encíclica Nobis in animo acerca de los problemas sociales que existen en Tierra Santa.

## Juan Pablo II
El Papa Juan Pablo II se reunió con Yasser Arafat en 1987 y por lo general defendía mayores derechos para los palestinos. Fue un defensor de las negociaciones de paz de los años noventa. El 15 de febrero del año 2000, la Santa Sede alcanzó un acuerdo de mínimos con la Autoridad Nacional Palestina.

## Benedicto XVI
El Papa Benedicto XVI realizó un viaje en 2009 a Jordania y Palestina, aunque el viaje estuvo durante un tiempo en el aire debido a las luchas internas en la Franja de Gaza ocupada por Israel. Benedicto XVI prestó mucha atención al sufrimiento de los habitantes de Tierra Santa, y en especial al del pueblo palestino.
El 24 de octubre de 2010, la declaración final del Sínodo de Obispos presidido por Benedicto XVI defendió "los pasos legales necesarios para poner punto final a la ocupación de los distintos territorios árabes", tras lo que poco después añadía que "no es aceptable recurrir a posiciones teológicas y bíblicas que usan la palabra de Dios para justificar erróneamente las injusticias". Esta declaración fue bien recibida por los diplomáticos palestinos, cuyo jefe negociador, Saeb Erekat, declaró: "nos unimos al sínodo en su llamada a la comunidad internacional para que defienda los valores universales de libertad, dignidad y justicia." El viceministro de Asuntos Exteriores de Israel, Danny Ayalon, declaró que "El sínodo fue secuestrado por una mayoría anti-israelí".
El 17 de diciembre de 2012, en una reunión con el presidente palestino Mahmoud Abbas, el Papa dio su aprobación oficial de la resolución de la Asamblea General de las Naciones Unidas que admitía al Estado de Palestina como un Estado observador no-miembro.

## Francisco
El Papa Francisco expresó su simpatía por la causa palestina ya durante su visita a la Autoridad Nacional Palestina en mayo de 2014. El 13 de mayo de 2015, el Vaticano anunció su intención de firmar su primer tratado con el Estado de Palestina tras haberlo reconocido formalmente en febrero de 2013. El Acuerdo Completo entre la Santa Sede y el Estado de Palestina se firmó el 26 de junio de 2015. Tras el reconocimiento formal del Estado de Palestina, el Papa Francisco pasó a establecer relaciones diplomáticas con dicho estado, y el 14 de enero de 2017 se abrió oficialmente una embajada palestina en el Vaticano.
El 26 de mayo de 2014, alguien incendió una pequeña caja con cruces en la Abadía de Hagia María en Jerusalén. Los testigos creen que se trató de un ataque pirómano. En ese momento, el Papa Francisco estaba llevando a cabo una ceremonia en el edificio anexo, en la sala superior de la tumba de David. En su discurso urbi et orbi de 2017, Francisco defendió la solución de dos estados para el conflicto palestino-israelí, pidiendo una solución "que permita la coexistencia pacífica de dos estados con fronteras acordadas mutuamente y reconocidas internacionalmente".